# Micronecta ornitheia
Micronecta ornitheia (лат.) — вид мелких водяных клопов рода Micronecta из семейства Гребляки (Corixidae, Micronectinae, или Micronectidae). Юго-Восточная Азия (Вьетнам, Китай, Таиланд).

## Описание
Мелкие водяные клопы, длина от 1,7 до 1,8 мм. Протонум заметно длиннее медианной длины головы. Дорзум обычно светло-коричневый. Гемелитрон с небольшими красноватыми отметинами неправильной формы, большей частью на реберной части; эмболиум с продольной темно-серой полосой и двумя коричневыми пятнами. Переднее бедро самца с двумя шипами в средней трети, шип в дистальной трети дорсально и парой шипов дистально; передняя голень с тремя большими и одной малой шипами на дистальной трети; паларный коготок дистально расширен, вершинный край закруглен. Срединная лопасть VII стернита самца узкая, с заостренной вершиной и четырьмя длинными щетинками. Вид был впервые описан в 2005 году, а его валидный статус подтверждён в ходе ревизии, проведённой в 2021 году вьетнамскими энтомологами Tuyet Ngan Ha и Anh Duc Tran (Faculty of Biology, VNU University of Science, Vietnam National University, Ханой, Вьетнам) по материалам из Вьетнама.